# Burnie International 2015
Il Burnie International 2015 è  un torneo di tennis professionistico. È la 13ª edizione del torneo, facente parte della categoria Challenger 80 nell'ambito dell'ATP Challenger Tour 2015, con un montepremi di 50 000 $. È la 7ª edizione del torneo femminile, facente parte della categoria W50 nell'ambito dell'ITF Women's World Tennis Tour 2015. Si gioca dal 2 all'8 febbraio 2015 sui campi in cemento del Burnie Tennis Club di Burnie, in Australia.

## Torneo maschile

### Teste di serie
| Nazionalità   | Giocatore        | Ranking* | Testa di serie |
| ------------- | ---------------- | -------- | -------------- |
| Australia     | James Duckworth  | 119      | 1              |
| Giappone      | Yūichi Sugita    | 135      | 2              |
| India         | Somdev Devvarman | 139      | 3              |
| Giappone      | Hiroki Moriya    | 146      | 4              |
| Stati Uniti   | Bradley Klahn    | 150      | 5              |
| Australia     | John Millman     | 151      | 6              |
| Australia     | Luke Saville     | 164      | 7              |
| Corea del Sud | Hyeon Chung      | 169      | 8              |

- Ranking al 12 gennaio 2015

### Altri partecipanti
I seguenti giocatori hanno ricevuto una wild card per il tabellone principale:
- Harry Bourchier
- Blake Mott
- Omar Jasika
- Mitchell Krueger

Il seguente giocatore è entrato in tabellone con il ranking protetto:
- Tennys Sandgren

I seguenti giocatori sono passati dalle qualificazioni:
- Stefanos Tsitsipas
- Finn Tearney
- Christopher O'Connell
- Andrew Whittington

Il seguente giocatore è entrato in tabellone come lucky loser:
- Matthew Barton

## Torneo femminile

### Teste di serie
| Nazionalità | Giocatore         | Ranking* | Testa di serie |
| ----------- | ----------------- | -------- | -------------- |
| Stati Uniti | Irina Falconi     | 111      | 1              |
| Giappone    | Misa Eguchi       | 121      | 2              |
| Russia      | Daria Gavrilova   | 158      | 3              |
| Giappone    | Risa Ozaki        | 162      | 4              |
| Polonia     | Katarzyna Piter   | 177      | 5              |
| Rep. Ceca   | Andrea Hlaváčková | 178      | 6              |
| Lussemburgo | Mandy Minella     | 179      | 7              |
| Cina        | Wang Yafan        | 180      | 8              |

- Ranking al 19 gennaio 2015

### Altre partecipanti
Le seguenti giocatrici hanno ricevuto una wild card per il tabellone principale:
- Destanee Aiava
- Seone Mendez
- Tammi Patterson
- Storm Sanders

Le seguenti giocatrici sono passate dalle qualificazioni:
- Alison Bai
- Alexa Glatch
- Viktorija Rajicic
- Xu Shilin

La seguente giocatrice è entrata in tabellone come junior exempt:
- Jil Teichmann

## Campioni

### Singolare maschile
Chung Hyeon ha sconfitto in finale  Alex Bolt con il punteggio di 6–2, 7–5.

### Singolare femminile
Daria Gavrilova ha sconfitto in finale  Irina Falconi con il punteggio di 7–5, 7–5.

### Doppio maschile
Carsten Ball /  Matt Reid hanno sconfitto in finale  Radu Albot /  Matthew Ebden con il punteggio di 7–5, 6–4.

### Doppio femminile
Irina Falconi /  Petra Martić hanno sconfitto in finale  Han Xinyun /  Junri Namigata con il punteggio di 6–2, 6–4.